# Barbara Clerbaux
Barbara Clerbaux (1973) è una fisica belga.

## Biografia
Laureata in fisica nel 1998, collabora come scienziata senior al Compact Muon Solenoid presso il CERN; attiva presso l'Université libre de Bruxelles, è inoltre direttrice dell'Interuniversity Institute for High Energies (IIHE).

## Alcune ricerche
- Overview of CMS Results — Recent Highlights, pubblicato in Acta Phys.Polon.B, 2021
- SUSY and BSM physics prospects at the high-luminosity LHC, pubblicato in PoS LHCP, 2016
- Searches for resonant and non-resonant new phenomena in CMS, pubblicato in PoS LHCP, 2015
- Highlights on searches for supersymmetry and exotic models, pubblicato in Comptes Rendus Physique 16, 2015
- Searches for physics beyond the Standard Model at ATLAS and CMS, pubblicato in Nucl.Phys.B Proc.Suppl., 2013
- Searches for the standard model scalar boson in CMS and for new physics in ATLAS and CMS, pubblicato in DIS, 2012
- Searches for SUSY particles at LEP, pubblicato in Nucl.Phys.B Proc.Suppl., 2003